# Laszki (Subkarpaten)
Laszki is een dorp in het Poolse woiwodschap Subkarpaten, in het district Jarosławski. De plaats maakt deel uit van de gemeente Laszki en telt 1827 inwoners.